# Chaetomitrium sublaevisetum
Chaetomitrium sublaevisetum är en bladmossart som beskrevs av Hugh Neville Dixon 1939. Chaetomitrium sublaevisetum ingår i släktet Chaetomitrium och familjen Hookeriaceae. Inga underarter finns listade i Catalogue of Life.